# Kjeld Abell
Kjeld Abell va ser un dramaturg, escenògraf i director de teatre danès nascut a Ribe el 25 d'agost de 1901 i mort a Copenhague el 5 de març de 1961.
Considerat com un dels dramaturgs més importants del seu país del segle xx, durant l'ocupació alemanya va escriure obres de teatre de propaganda política antinazi.
En col·laboració amb Børge Ralov i el compositor Bernhard Christensen, va ser autor de la vídua en el mirall (1934), el primer ballet modern de Dinamarca.
Va fundar al costat de Kaj Munk, C. M. I. Soya i S. Borberg el teatre danès modern rebent influències de J. Giraudoux. En les seves últimes obres Kjeld Abell va buscar la manera de sortir de la solitud angoixant de la persona.

## Obra
- Melodien der blev væk, 1935.
- Eva aftjener sense Barnepligt, 1936.
- Anna Sophie Hedvig, 1939.
- Judith, 1940.
- Dyveke, 1940.
- Dronning gaar igen, 1943.
- Silkeborg, 1946.
- Dage paa en sky, 1947.
- Ejendommen Matr.Nr. 267, Østre Kvarter, 1948.
- Miss Plinckby's kabale, 1949.
- Vetsera blomstrer ikke for enhver, 1950.
- Den blå pekingeser, 1954.
- Andersen eller hans livs eventyr, 1955.
- Kameliadamen, 1959.
- Skriget, 1961.